# Borgward Hansa 1500
O Borgward Hansa 1500 é um automóvel fabricado pela montadora sediada em Bremen Carl F. W. Borgward GmbH de 1949 a 1954. Foi apresentado pela primeira vez no Salão do Automóvel de Genebra em março de 1949 e a produção começou em 13 de outubro de 1949. O similar Hansa 1800 foi introduzido em 1952. O Hansa foi substituído pelo Borgward Isabella em 1954.
É frequentemente visto como o primeiro modelo totalmente novo lançado pela indústria automobilística alemã após a Segunda Guerra Mundial. Introduzido quase quatro anos antes do mais lembrado 'Ponton Mercedes', o Hansa apresentava o então revolucionário design ponton de três volumes que posteriormente se tornou popular na Alemanha e em grande parte da Europa.

## Hansa 1500
O carro foi lançado como um sedã de duas ou quatro portas com uma carroceria toda de aço construída em torno de uma estrutura central de aço, que lembra um Ford 1949. Os para-lamas eram totalmente integrados à carroceria, e a cabine de passageiros preenchia toda a largura do carro. Em uma época em que os veículos concorrentes do Opel Olympia e do Mercedes-Benz W136 ainda eram baseados em designs convencionais de aparência pré-guerra, a largura interna do Hansa, enfatizada pela inclusão de bancos inteiriços na parte traseira e na frente, atraiu comentários favoráveis da imprensa. O carro foi visto como um verdadeiro seis lugares. Também digno de nota no 1949 foi a tampa separada que permitia que o porta-malas fosse acessado de fora do carro. Na outra extremidade, o capô era articulado na lateral e podia ser aberto do lado esquerdo ou direito, conforme necessário. Em vez dos tradicionais indicadores de direção estilo semáforo, o Hansa apresentava luzes piscantes para uso como indicadores de direção, sendo o piscar replicado nas luzes traseiras trifuncionais que incluíam em uma única unidade luzes traseiras e luzes de freio, juntamente com os indicadores de direção piscantes no estilo dos EUA.
O design do volante, que lembrava os primeiros Porsches (como o 356), garantia o mínimo de interrupção da visão dos instrumentos atrás dele. Também atrás do volante estava a alavanca de câmbio montada na coluna.
Uma versão de perua de duas portas e um conversível de duas portas e cinco lugares estavam disponíveis junto com um conversível esportivo de dois lugares. Os conversíveis foram ambos montados pelos construtores de carrocerias Hebmüller em Wülfrath até maio de 1952.

### Motor, transmissão e chassi
O Hansa foi introduzido com um motor OHV de quatro cilindros de 1498 cc, fornecendo uma potência de saída reivindicada de 48 bhp (36 kW). Em 1952, o motor foi modificado para produzir 52 bhp (39 kW). Uma versão de saída de 66 bhp (49 kW) deste motor foi instalada no conversível esportivo. O motor Borgward tinha um design incomum, onde o coletor de admissão ficava em cima do motor e passava pela tampa da válvula, junto com o carburador. Bill Blydenstein ajustou vários desses motores para corrida com algum sucesso.
A alavanca de câmbio montada na coluna controlava uma caixa de câmbio manual de três marchas ou uma caixa de câmbio automática de duas marchas (com um indicador de marcha na coluna, como visível na foto).
As rodas eram suspensas independentemente, as rodas traseiras eram presas a um eixo oscilante e suportadas por molas com amortecedores hidráulicos. Todas as quatro rodas eram conectadas ao freio de pé por meio de um sistema hidráulico, enquanto o freio de mão era mecânico, operando nas rodas traseiras.

## Hansa 1800
Em 1952, houve a introdução do Borgward Hansa 1800 mais rápido, com um motor de 4 cilindros de 1758 cc produzindo 60 bhp (45 kW). O Hansa 1800 se beneficiou de uma caixa de câmbio de quatro marchas, com sincronização entre as duas relações superiores. Os indicadores de direção dianteiros que no Hansa 1500 estavam localizados abaixo dos faróis, agora migraram para o topo dos para-lamas dianteiros no Hansa 1800.
Como antes, os sedãs de duas e quatro portas foram complementados por versões conversíveis e perua.
No ano seguinte, o Hansa 1800 ficou disponível com um motor a diesel da mesma capacidade da unidade a gasolina, mas com uma potência de 42 bhp (31 kW).
Uma versão sedã a diesel 1800 testada pela revista britânica The Motor em 1954 tinha uma velocidade máxima de 109 km/h e podia acelerar de 0 a 80 km/h em 27,9 segundos. Um consumo de combustível de 16 km/L foi registrado. O carro de teste custou £ 1.493, incluindo impostos, no Reino Unido.
|  |  |  |  |